# Evening Standard British Film Award/Vielversprechendste Nachwuchsleistung
Evening Standard British Film Award: Vielversprechendste Nachwuchsleistung
Gewinner des Evening Standard British Film Awards in der Kategorie Vielversprechendste Nachwuchsleistung (Most Promising Newcomer). Von 1974 bis 1981 war die Kategorie den besten weiblichen und männlichen Nachwuchsdarstellern (Most Promising Newcomer – Actor/Actress) vorbehalten. 1982 wurde einmalig ein Preis für den besten Nachwuchsregisseur ausgelobt. Unter den Preisträgern sind so bekannte Filmschaffende wie Jude Law, Neil Jordan, Gary Oldman, Jonathan Pryce, Guy Ritchie, Kristin Scott Thomas oder Emily Watson zu finden. 2016 wurde die Kategorie in Rising Star umbenannt.
| Jahr | Preisträger                                     | Filmtitel                                         | Deutscher Verleihtitel                            |
| ---- | ----------------------------------------------- | ------------------------------------------------- | ------------------------------------------------- |
| 1974 | Lynne Frederick                                 | The Amazing Mr. Blunden                           | nicht bekannt                                     |
| 1974 | Simon Ward                                      | Young Winston                                     | Der junge Löwe                                    |
| 1975 | Heather Wright                                  | The Belstone Fox                                  | Der Fuchs von Belstone                            |
| 1975 | Edward Fox                                      | The Day of the Jackal                             | Der Schakal                                       |
| 1976 | Jill Townsend                                   | Alfie Darling                                     | Alfie, der liebestolle Schürzenjäger              |
| 1976 | Robin Askwith                                   | Confessions of a Window Cleaner                   | Ohne Hemd und ohne Höschen – Der Fensterputzer    |
| 1977 | Gemma Craven                                    | The Slipper and the Rose: The Story of Cinderella | Cinderellas silberner Schuh                       |
| 1977 | Peter Firth                                     | Equus                                             | Equus – Blinde Pferde                             |
| 1978 | Lesley-Anne Down                                | The Pink Panther Strikes Again                    | Inspektor Clouseau, der „beste“ Mann bei Interpol |
| 1978 | Dennis Waterman                                 | Sweeney!                                          | Deckname Sweeny                                   |
| 1979 | Lea Brodie                                      | Warlords of Atlantis                              | Tauchfahrt des Schreckens                         |
| 1979 | Michael J. Jackson                              | Sweeney 2                                         | Sweeney II                                        |
| 1980 | Karen Dotrice                                   | The Thirty Nine Steps                             | Die 39 Stufen                                     |
| 1980 | Simon MacCorkindale                             | Death on the Nile                                 | Tod auf dem Nil                                   |
| 1981 | Wendy Morgan                                    | Yanks                                             | Yanks – Gestern waren wir noch Fremde             |
| 1981 | Jonathan Pryce                                  | Breaking Glass                                    | Breaking Glass                                    |
| 1982 | Franco Rosso (Regie)                            | Babylon                                           | Babylon                                           |
| 1983 | Cassie McFarlane (Darstellerin)                 | Burning an Illusion                               | Eine Illusion verlischt                           |
| 1984 | Neil Jordan (Regie und Drehbuch)                | Angel                                             | Angel – Straße ohne Ende                          |
| 1985 | Tim Roth (Darsteller)                           | The Hit                                           | The Hit                                           |
| 1986 | Margi Clarke Alexandra Pigg (Darstellerin)      | A Letter to Breshnev                              | Brief an Breshnev                                 |
| 1987 | Gary Oldman (Darsteller)                        | Sid and Nancy                                     | Sid und Nancy                                     |
| 1988 | Harry Hook (Regie)                              | The Kitchen Toto                                  | Aufstand in Kenia                                 |
| 1989 | Kristin Scott Thomas (Darstellerin)             | A Handful of Dust                                 | Eine Handvoll Staub                               |
| 1989 | Jodhi May (Jungdarstellerin)                    | A World Apart                                     | Zwei Welten                                       |
| 1990 | Andi Engel (Regie)                              | Melancholia                                       | Der fünfte Freitag                                |
| 1991 | Philip Ridley (Drehbuch)                        | The Krays                                         | Die Krays                                         |
| 1992 | Anthony Minghella (Regie und Drehbuch)          | Truly Madly Deeply                                | Wie verrückt und aus tiefstem Herzen              |
| 1993 | Peter Chelsom (Regie und Drehbuch)              | Hear My Song                                      | Hear My Song                                      |
| 1994 | Vadim Jean Gary Sinyor (Regie und Drehbuch)     | Leon the Pig Farmer                               | Leon the Pig Farmer                               |
| 1995 | Gurinder Chadha (Regie und Drehbuch)            | Bhaji on the Beach                                | Picknick am Strand                                |
| 1995 | Ian Hart (Darsteller)                           | Backbeat                                          | Backbeat                                          |
| 1996 | Danny Boyle (Regie)                             | Shallow Grave                                     | Kleine Morde unter Freunden                       |
| 1997 | Emily Watson (Darstellerin)                     | Breaking the Waves                                | Breaking the Waves                                |
| 1998 | Jude Law (Darsteller)                           | Wilde                                             | Oscar Wilde                                       |
| 1999 | Guy Ritchie (Regie und Drehbuch)                | Lock, Stock and Two Smoking Barrels               | Bube, Dame, König, grAs                           |
| 2000 | Peter Mullan (Regie und Drehbuch)               | Orphans                                           | Orphans                                           |
| 2001 | Jamie Bell (Darsteller)                         | Billy Elliot                                      | Billy Elliot – I Will Dance                       |
| 2002 | Ben Hopkins (Regie und Drehbuch)                | The Nine Lives of Tomas Katz                      | Die neun Leben des Tomas Katz                     |
| 2003 | Asif Kapadia (Regie und Drehbuch)               | The Warrior                                       | nicht bekannt                                     |
| 2004 | Max Pirkis (Darsteller)                         | Master and Commander: The Far Side of the World   | Master & Commander – Bis ans Ende der Welt        |
| 2005 | Emily Blunt Nathalie Press (Darstellerin)       | My Summer of Love                                 | My Summer of Love                                 |
| 2006 | Saul Dibb (Regie und Drehbuch)                  | Bullet Boy                                        | nicht bekannt                                     |
| 2007 | Paul Andrew Williams (Regie und Drehbuch)       | London to Brighton                                | London to Brighton                                |
| 2008 | John Carney (Regie und Drehbuch)                | Once                                              | Once                                              |
| 2009 | Joanna Hogg (Regie und Drehbuch)                | Unrelated                                         | nicht bekannt                                     |
| 2010 | Peter Strickland (Regie und Drehbuch)           | Katalin Varga                                     | nicht bekannt                                     |
| 2011 | Ben Wheatley (Regie und Drehbuch)               | Down Terrace                                      | nicht bekannt                                     |
| 2012 | Tom Kingsley / Will Sharpe (Regie und Drehbuch) | Black Pond                                        | nicht bekannt                                     |
| 2013 | Sally El Hosaini (Regie und Drehbuch)           | My Brother the Devil                              | nicht bekannt                                     |
| 2016 | Maisie Williams (Darstellerin)                  | The Falling                                       | nicht bekannt                                     |
| 2017 | Florence Pugh (Darstellerin)                    | Lady Macbeth                                      | Lady Macbeth                                      |
| 2018 | Rungano Nyoni (Regie)                           | I Am Not a Witch                                  | nicht bekannt                                     |